# Haematoloechus australis
Espèce
Synonymes
- Pneumonoeces australis Johnston, 1912 (protonyme)

Haematoloechus australis est une espèce de trématodes de la famille des Haematoloechidae.

## Hôtes
Cette espèce parasite les grenouilles Dryopsophus aureus, D. moorei et Limnodynastes peronii,.